# Цветана Крстев
Цветана Крстев (Београд, 17. април 1952) редовни је професор на Филолошком факултету на Катедри за библиотекарство и информатику, где води информатичку групу предмета . 

## Детињство и образовање
Рођена је у Београду 17.4. 1952. године у Београду, у породици Херте Хас и њеног другог супруга. Основну школу и гимназију је завршила у родном граду. Године 1975. дипломирала је на одсеку за математику, смер за рачунарство и кибернетику Природно-математичког факултета Универзитета у Београду. Године 1989. брани магистарску тезу код Недељка Парезановића а 1997. године брани докторску тезу под менторством Гордане Павловић-Лажетић и стиче звање доктора рачунарских наука. 

## Радно искуство
Цветана Крстев радила је као програмер а потом и као стручни сарадник при Рачунарском центру Математичког факултета у периоду од 1976. до 1998. године. ОД 1998. године свој радни век обавља при Катедри за библиотекарство и информатику на којој је од 2014-те године и редовни професор. У периоду од 2006. до 2012. године била је управник Катедре.
У периоду од 1986. до 2001. године Цветана Крстев је учествовала на више научно-истраживачких пројеката које је финансирала Републичка заједница за науку, а потом Министарство за науку Републике Србије, као и на многим развојним пројектима. Сада је ангажована на пројектима III 178006 Српски језик и његови ресурси и II 47003 Инфраструктура за електронски подржано учење у Србији које финансира Министарство за образовање и науку Републике Србије.
У периоду 1989-1991. радила је на пројекту Language Industries (српски: Индустрија језика) који је финансирао Европски савет, а у периоду 1995-2001 на пројекту Trans-European Language Resources Infrastructure (TELRI) (Транс-европска инфраструктура језичких ресурса) који је у оквиру програма COPERNICUS финансирала Европска комисија. Од 2001. до 2004. године била је ангажована на пројекту BalkaNet (IST-2000-29388), а од 2011. до 2013. на пројекту CESAR (Central and South-East European Resources) које је финансирала Европска комисија. Учествовала је и у више билатералних пројеката са француским и словеначким партнерима.
Цветана Крстев је главни и одговорни уредник часописа Инфотека: часопис за информатику и библиотекарство од 2008. године.

### Стручне монографије
- KRSTEV, Cvetana. Processing of Serbian : automata, texts and electronic dictionaries. Belgrade: Faculty of Philology of the University, 2008. 228 str., graf. prikazi.  978-86-86419-43-9.
- VITAS, Duško, POPOVIĆ, Ljubomir, KRSTEV, Cvetana, OBRADOVIĆ, Ivan, PAVLOVIĆ-LAŽETIĆ, Gordana, STANOJEVIĆ, Mladen. The Serbian language in the digital age = Српски језик у дигиталном добу, (White paper series). Heidelberg [etc.]: Springer, 2012. III, 84 str., ilustr.  978-3-642-30754-6.

### Дисертације
- KRSTEV, Cvetana. Jedan prilaz informatičkom modeliranju teksta i algoritmi njegove transformacije : doktorska disertacija. Beograd: [C. Krstev], 1997. 287 str., graf. prikazi, tabele. http://phaidrabg.bg.ac.rs/o:9574.

### Излагања на конференцији
- KRSTEV, Cvetana, OBRADOVIĆ, Ivan, VITAS, Duško. Developing Balkan specific concepts within BalkaNet - a multilingual database of semantic networks. У: KOEVA, Svetla (ur.), DIMITROVA-VULČANOVA, Mila (ur.). The Fifth International Conference Formal Approaches to South Slavic and Balkan Languages, 18-20 October 2006, Sofia, Bulgaria : proceedings : dedicated to the 75th anniversary of prof. Jordan Penchev. Sofia: Department of Computational Linguistics. 2006, str. 94-98.
- VITAS, Duško, KRSTEV, Cvetana. Derivation morphology in an e-dictionary of Serbian. У: VETULANI, Zygmunt (ur.). Human language technologies as a challenge for computer science and linguistics : proceedings : in memory of Maurice Gross and Antonio Zampolli. Poznań: Fundacja Uniwersytetu im. A. Mickiewicza. 2005, str. 139-143.
- ВИТАС, Душко, КРСТЕВ, Цветана, ПАВЛОВИЋ-ЛАЖЕТИЋ, Гордана. Анализа југословенских терминолошких стандарда са подручја информатике. У: Стандардизација терминологије. Београд: САНУ. 1996, стр. 149-154, табеле
- KRSTEV, Cvetana, VITAS, Duško. Morphological normalization of translation equivalents. У: TEUBERT, Wolfgang (ur.). Proceedings of the third European Seminar "Translation Equivalence", Montecatini Terme, Italy, October 16-18, 1997 : TELRI - Trans-European Language Resources Infrastructure. Mannheim [etc.]: The TELRI Association [etc.]. 1998, str. 117-123
- КРСТЕВ, Цветана. Специфичности концепта Балкана у семантичкој мрежи Wordnet. У: SUBOTIĆ, Ljiljana (ur.). Сусрет култура : зборник радова. Нови Сад: Филозофски факултет. 2006, стр. 275-285.